# Formation de Kellaways
La formation de Kellaways est une formation géologique datant de l'étage Callovien du Jurassique moyen. On le trouve dans les îles Britanniques, immédiatement au-dessus de la série Great Oolite : sous la formation d'Oxford Clay et au-dessus du Cornbrash (en). Il se compose de deux couches, le sable de Kellaways, un limon argileux gris vert clair et du sable avec des couches de concrétions de sable, recouvrant l'argile de Kellaways, une argile fissile plastique gris foncé.

## Géologie
La formation date du Callovien, au large de l’île Londres-Brabant, il y a entre 165 et 160 millions d’années, à la latitude de l'actuel mer Méditerranée, alors que la structure de la Grande-Bretagne était encore en train de prendre forme. À ce stade, les marécages houillers de la côte nord-ouest de l'île s'étaient affaissés sous la mer, de sorte que l'argile de Kellaways se formait dans des eaux assez profondes et que le sable de Kellaways était soufflé et lavé de ce qui était devenu une terre désertique chaude.

## Paléontologie
L'holotype de l'eusauropode indéterminé Ornithopsis leedsii a été récupéré dans cette formation